# Tympanota rubripicta
Tympanota rubripicta är en fjärilsart som beskrevs av W. Warren 1906. Tympanota rubripicta ingår i släktet Tympanota och familjen mätare. Inga underarter finns listade i Catalogue of Life.